# Kybynzi
Kybynzi (ukrainisch Кибинці; russisch Кибинцы Kibinzy) ist ein Dorf im Zentrum der ukrainischen Oblast Poltawa mit 1300 Einwohnern (2004).

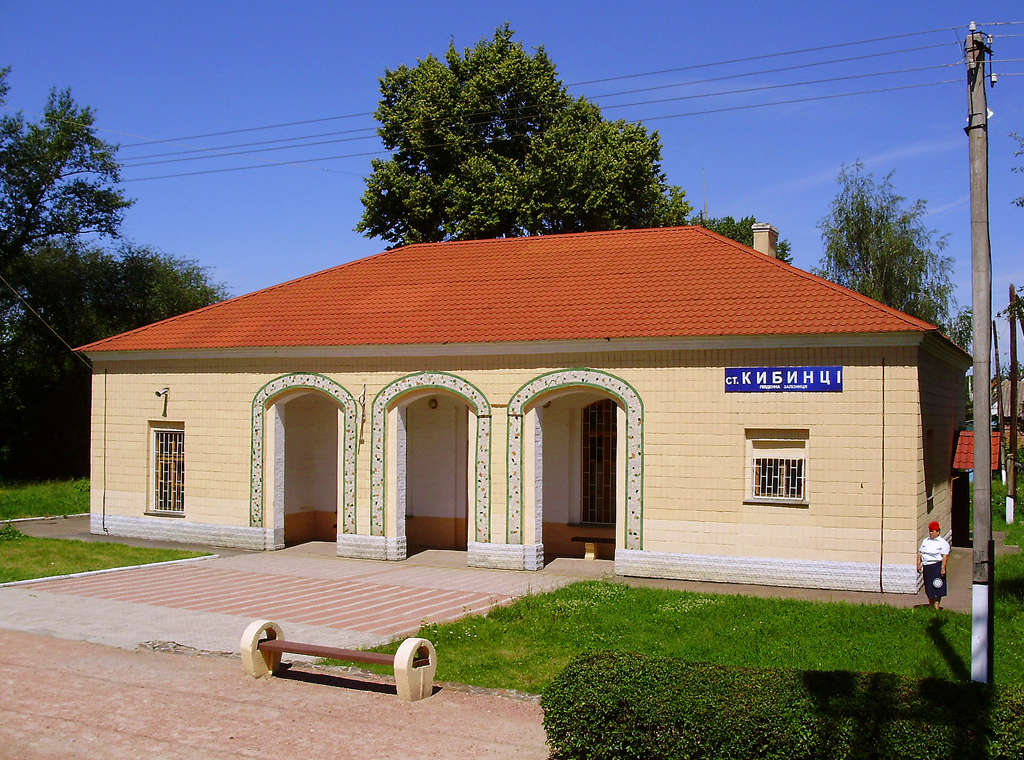
Bahnhof im Ort

Das im Rajon Myrhorod gelegene Dorf besitzt eine Bahnstation an der Bahnstrecke Kiew–Poltawa und liegt an der Regionalstraße P–42, etwa 16 km westlich vom Rajonzentrum Myrhorod und etwa 115 km nordwestlich vom Oblastzentrum Poltawa.
Am 12. Juni 2020 wurde das Dorf ein Teil der neugegründeten Stadtgemeinde Myrhorod, bis dahin bildete es zusammen mit dem Dorf Bijewe (Бієве) die gleichnamige Landratsgemeinde Kybynzi (Кибинська сільська рада/Kybynska silska rada) im Südwesten des Rajons Myrhorod.

## Persönlichkeiten
- Mychajlo Semenko (1892–1937), Schriftsteller des ukrainischen Futurismus, hier geboren